# Naklo (Eslovênia)
Naklo (em alemão:  Naklas) é um município da Eslovênia. A sede do município fica na localidade de mesmo nome.